# Savigny-le-Temple
Savigny-le-Temple település Franciaországban, Seine-et-Marne megyében. Lakosainak száma 30 630 fő (2022. január 1.). Savigny-le-Temple Cesson, Lieusaint, Moissy-Cramayel, Nandy, Réau, Seine-Port és Saint-Pierre-du-Perray községekkel határos.

## Népesség
A település népessége az elmúlt években az alábbi módon változott:
| Lakosok száma | 30 068 | 30 260 | 30 352 | 29 984 | 29 792 | 29 987 | 30 169 | 30 510 | 30 630 |
|               | 2013   | 2015   | 2016   | 2017   | 2018   | 2019   | 2020   | 2021   | 2022   |